# Лимбажу-Лиелэзерс
Ли́мбажу-Ли́елэзерс (латыш. Limbažu Lielezers; Ли́елэзерс, латыш. Lielezers; Лиелэзер, устар. Лиел, Лел-эзерс, Лель-Эссар) — мезотрофное озеро у города Лимбажи в Лимбажском крае Латвии. Относится к бассейну Рижского залива.
Располагается в Лимбажу-Набской древней долине у западной окраины Лимбажской волнистой равнины Идумейской возвышенности. Акватория вытянута в меридиональном направлении на 4,25 км, шириной — до 0,75 км; северная часть относится к территории города Лимбажи, южная — к Лимбажской волости. Уровень уреза воды находится на высоте 49,6 м над уровнем моря. Площадь водной поверхности — 256,4 га. Наибольшая глубина — 6,5 м, средняя — 5,2 м. Площадь водосборного бассейна — 26,7 км². Сток зарегулирован, идёт на север через протоку в озеро Дуньэзерс.